# Richard Howell (Musiker)

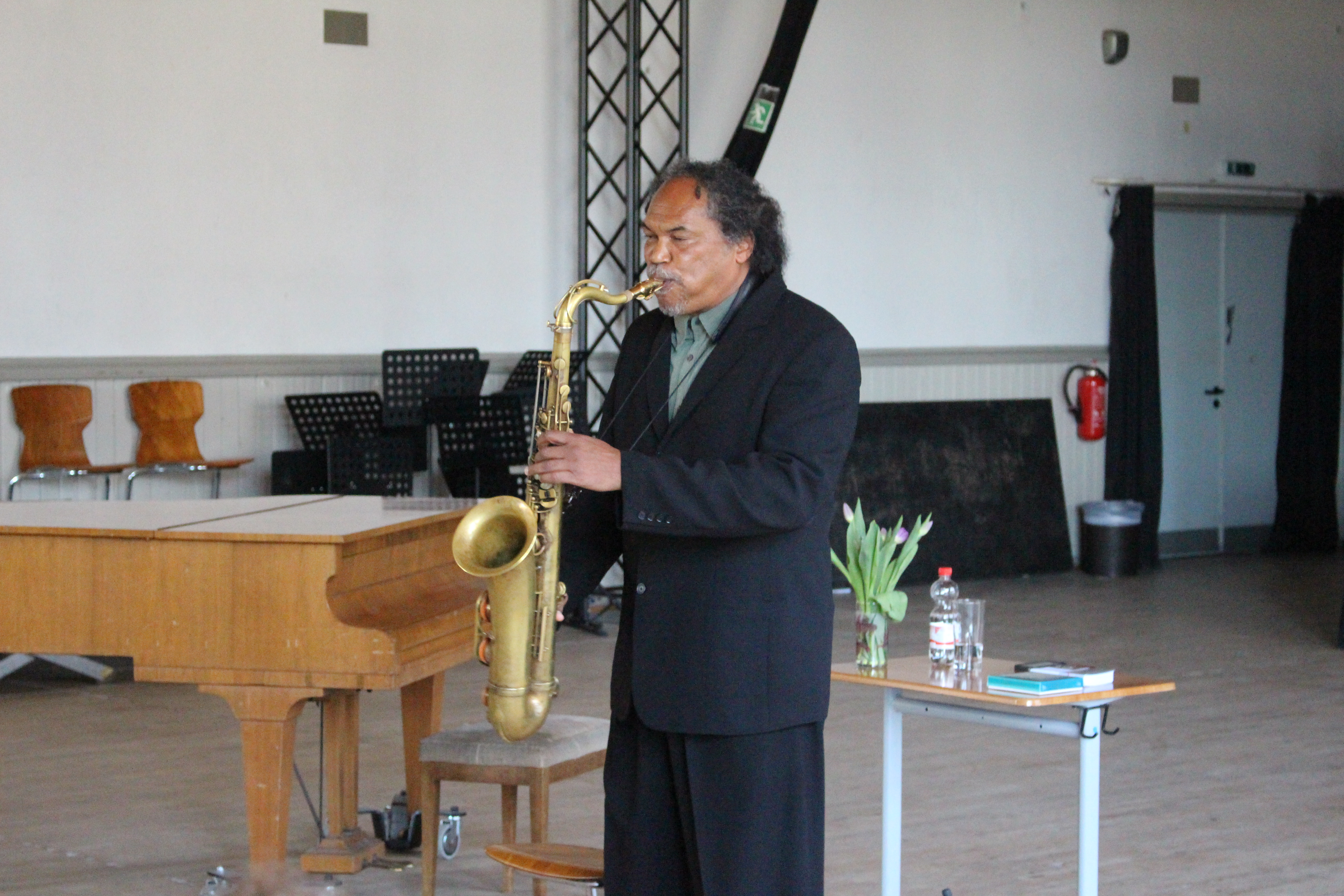
Richard Howell (2015)

Richard Howell (* 1953) ist ein zeitgenössischer US-amerikanischer Jazz- und Studiomusiker (Tenor- und Sopransaxophon, Gesang).

## Biografie
Von 1970 bis 1973 war er Mitglied der Band Gow Dow Experience (die von der California State Polytechnic University gefördert wird). Bis 1977 studierte er Musik am Chaffey College in Kalifornien. Als Mitglied der Chaffey Big Band war er auf seiner ersten Europa-Tournee. Entscheidend beeinflusst ist er von seinen Lehrern Don Myrick und Justo Amario, musikalisch inspirierten ihn Cannonball Adderley und John Coltrane. Zwischen den Jahren 1978 und 1984 Lehrjahre bei Juggy Murry von Sue Records als Multi-Instrumentalist, Komponist, Arrangeur und Toningenieur.
Seine erste eigene Band war die Formation of the Mind, in der er als Bassist tätig war. Er wird von Jimmy Smith entdeckt und gefördert. Danach folgten bis 1995 ausgedehnte Tourneen: In den Bands von Etta James und Chaka Khan spielt er als Saxophonist auf hochkarätigen amerikanischen und europäischen Festivals (Montreux Jazz Festival, Nizza, North Sea Jazz Festival, London) und in US-amerikanischen Fernsehshows (Johnny Carson, Jay Leno). Auch trat er mit Della Reese, Cecil Taylor, Don Cherry, Billy Higgins, Willie Bobo, Bill Summers und Pete Escovedo auf.
Seit Mitte der 1990er Jahre orientierte er sich auf eigene Projekte, trat aber auch weiterhin mit anderen Künstlern auf, wie z. B. Ledisi, Taj Mahal, Carlos Santana, Salif Keïta oder Toumani Diabaté.
2013 spielte er als Gastmusiker mit dem Trompeter  Christian Scott auf dem Eröffnungskonzert des Berliner Jazzfestes.
Howell gründete eine eigene, unabhängige Produktionsfirma (RCHowell Music) und ist Mitbegründer der Internetfirma wireonfire.com, die den weltweiten Vertrieb der Musik unabhängiger Musiker ermöglicht, sowie die Produktion und Promotion für ebendiese realisiert.
Richard Howell lebt in San Francisco.

## Diskografie

### Richard Howell
- A Perfect Night in San Francisco 1998 (H&h Records)
- Outlyer 2001 (H&h Records, mit Omar Sosa)
- We are all connected 2009 (Audioemissary Records)
- Burkina 2016 (Richard Howell & Sudden Changes)

### Howell & Henry
- Start at Home Howell&Henry 2002 (H&h Records)

## Medienecho (Auswahl)
- Sonja Steiner: Ahlem Musiker Richard Howell besucht Grundschule / Mit viel Charme und Spaß hat der Musiker Richard Howell die Grundschule Ahlem besucht. Eltern und der Förderverein der Schule hatten den Saxophonisten zu einem Jazzworkshop im Rahmen des Musik- und Englischunterrichts eingeladen, in: Hannoversche Allgemeine Zeitung (HAZ) vom 21. November 2012; online zuletzt abgerufen am 3. Dezember 2014
- han: Kultur / Jazz-Konzert Mitmachen ist angesagt / Einige Workshops hat der bekannte amerikanische Jazz-Musiker Richard Howell in Schaumburg schon gegeben (wir berichteten). An der Integrierten Gesamtschule Schaumburg (IGS) begeisterte er Schüler für die Weltsprache Musik, im Kesselhaus Lauenau brachte er Kindern den Jazz näher. Einen weiteren „Workshop“ gab es am Sonnabendabend, auf der Seite sn-online.de der Schaumburger Nachrichten; online zuletzt abgerufen am 3. Dezember 2014